# Гарнитура котла
Гарнитура котла (иногда — принадлежности котла) — приборы и устройства, которые обслуживают процесс горения, то есть обеспечивают тепловую работу парового котла. Они позволяют обеспечить сожжение нужного количества топлива с наименьшими потерями. В зависимости от расположения, различают гарнитуру топки и гарнитуру дымовой коробки. Также стоит отметить такой прибор как сажесдуватель, который может располагаться как в топке, так и в огненной коробке топки, либо вовсе быть переносным. Сажесдуватель служит для очистки внутренней поверхности дымогарных и жаровых труб от сажи и изгари, тем самым позволяя увеличить передачу тепла от горячих газов через стенки труб к воде и пару. Очистка производится направлением струи пара внутрь труб. Впоследствии на многих паровозах сажесдуватели были демонтированы.

## Гарнитура топки

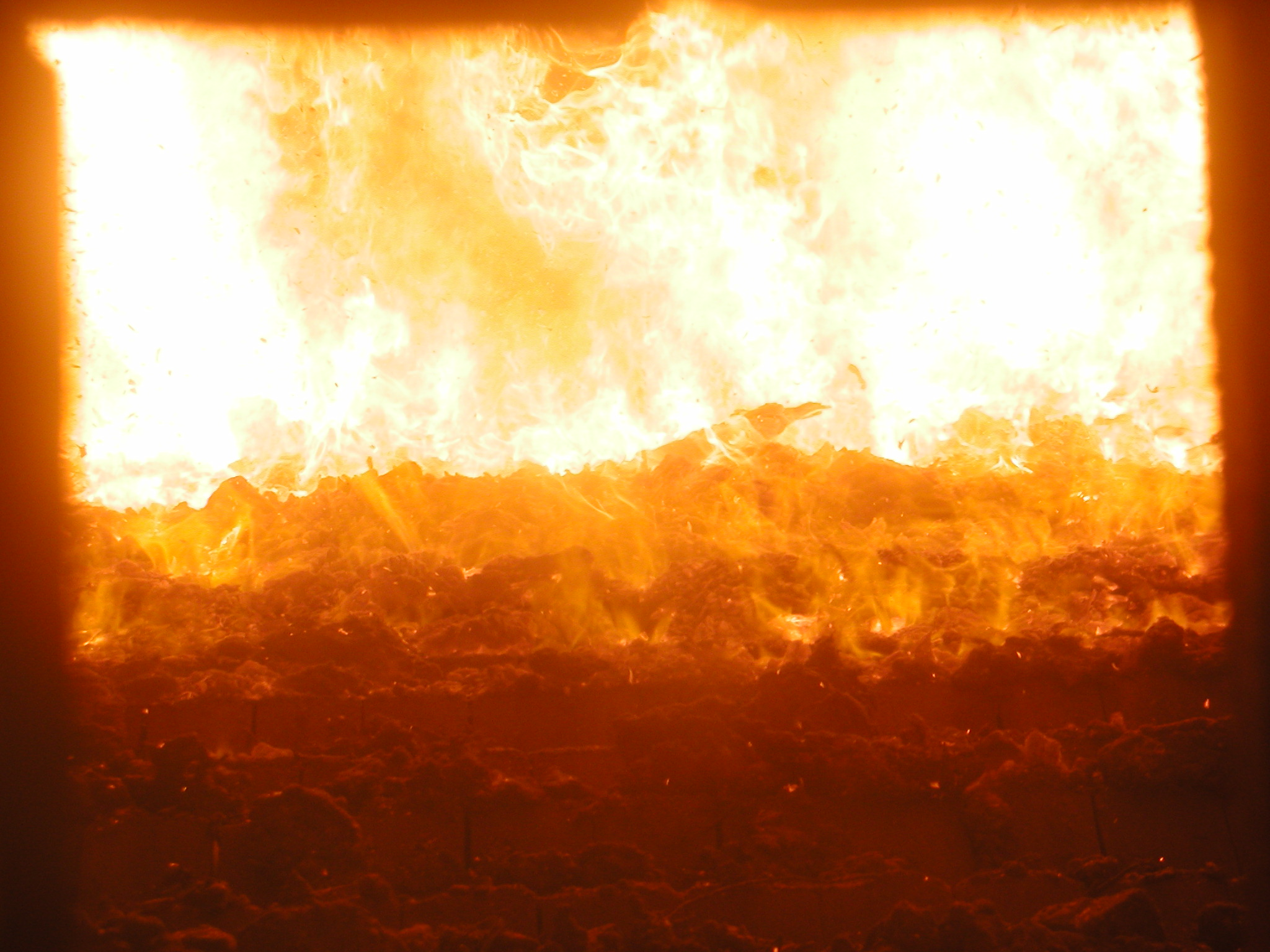
Колосниковая решётка со слоем горящего топлива

К гарнитуре топки прежде всего стоит отнести колосниковую решётку, расположенную в огненной коробке на уровне топочной рамы. Данная решётка служит для поддержания слоя горящего твёрдого топлива, а также, как понятно из названия, обеспечивает к нему, за счёт щелей, приток необходимого для горения воздуха. Из-за больших размеров (на паровозе серии Л её размеры — 3280×1830 мм), колосниковая решётка делается из отдельных элементов — колосников, которые расположены поперечными рядами. На ранних паровозах колосники были неподвижными, впоследствии стали строиться паровозы с подвижными (качающимися) колосниками, что позволяло упростить очистку топки от шлаков и золы. Привод качающихся колосников преимущественно пневматический. Шлаки и зола из топки ссыпаются в расположенный под топкой специальный бункер — зольник, верхняя часть которого охватывает всю колосниковую решётку, а нижняя, из-за дефицита свободного пространства, располагается преимущественно между боковинами основной рамы паровоза. Для пропуска воздуха в топку, зольник оборудуется специальными клапанами, которые используются также и для очистки бункера от шлаков. К гарнитуре топки ещё относят и топочные (шуровочные) дверцы, которые закрывают шуровочное отверстие (служит для заброса топлива в топку), тем самым разделяя пространства топки и будки машиниста. Так как и зольник, и решётка обеспечивают приток свежего воздуха в огненную коробку, засорение (шлакование) их воздухопроводов и щелей может привести к серьёзному падению мощности котла, поэтому при использовании антрацитов и низкокалорийных углей применяют шлакоувлажнитель, представляющий собой несколько трубок с отверстиями, расположенными по периметру колосниковой решётки. Периодически через них пропускают пар, который понижает температуру у самой решётки, а соприкасаясь со шлаком делает его более пористым.
Если паровоз отапливается нефтью или мазутом (распространено на современных паровозах), то в топке устанавливают нефтяные форсунки и нефтепроводы. Форсунки обеспечивают тонкое распыление топлива, что необходимо для его полного сгорания. При этом из топки изымают колосниковую решётку, а вместо неё в зольнике и топке устанавливают специальный кирпичный свод (также известен как обмуровка), который служит дополнительной защитой топки от пламени, имеющего более высокую температуру (свыше 1600°), нежели при угольном отоплении, а также для рационализации процесса горения — если пламя кратковременно погасить, то раскалённый свод поможет воспламенить поступающее после перерыва топливо. Однако общий вес данного свода гораздо выше, чем у колосникой решётки, поэтому перевод паровоза с угольного на нефтяное отопление повышает общий вес паровоза, особенно его задней части.

## Гарнитура дымовой коробки
Для горения топлива необходим воздух, причём его надо много: на 1 кг угля или мазута требуется соответственно 10—14 кг или 16—18 кг воздуха. Очевидно, что подача такого количества воздуха в камеру сгорания (топку) естественным способом практически невозможна, что принуждает к созданию искусственной тяги газов в котле. Для этого в дымовой коробке устанавливают специальное дымовытяжное устройство, которое обеспечивает приток воздуха в топку за счёт создания разрежения в дымовой камере. Паровозные дымовытяжные устройства бывают нескольких конструкций, однако практически все они работают на уже отработанном паре, поступающем из тяговой паровой машины, что позволяет изменять подачу воздуха в зависимости от используемой мощности машины, то есть чем более напряжённо работает паровоз, тем сильнее горение и тем больше пара вырабатывается.

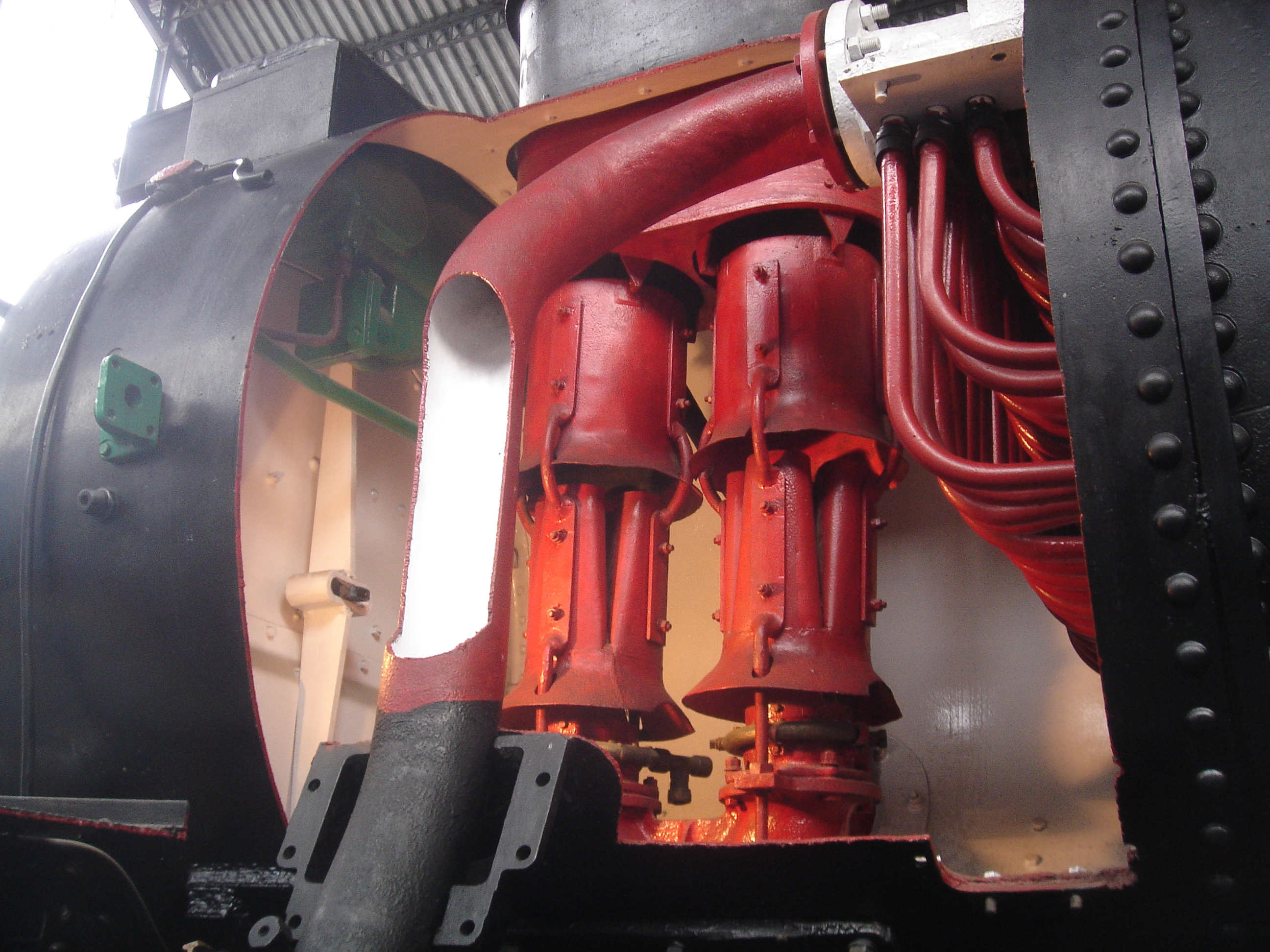
Двойной четырёхдырный конус постоянного сечения с раздельным выпуском. Паровоз RENFE 141 F

Наиболее простым дымовытяжным устройством является конус, который выглядит как форсунка конусовидного сечения, установленная под дымовой трубой. Принцип действия конуса заключается в том, что пропущенный через него отработанный пар приобретает высокую скорость (до 250—350 м/с), после чего направляется в дымовую трубу, где он увлекая с собой воздух, создаёт в дымовой камере разрежение. Конусы бывают различных конструкций, в том числе одно-, двух- и четырёхдырные, переменного и постоянного сечения, с общим и раздельным выпуском. Наибольшее распространение получил четырёхдырный конус переменного сечения с раздельным выпуском, то есть когда пар из правого и левого цилиндров выпускаются раздельно. Однако несмотря на простоту конструкции, конус нельзя использовать на паровозах с конденсацией отработанного пара, поэтому на последних в качестве дымовытяжного устройства используется вентилятор (газосос). Привод вентилятора осуществляется от отработанного пара, что также как и при конусе делает регулировку тяги автоматической. Хорошая работа вентиляторной тяги привела к тому, что её начали применять даже на паровозах без конденсации отработанного пара (например, советские СОв и Сум), однако из-за ряда недостатков (более сложная конструкция, нежели у конуса, а следовательно и более высокая стоимость ремонта, высокое противодавление при выпуске пара, сложность работы на высоких отсечках) в 1950-х гг. вентиляторная тяга была заменена на конусную.